# Bijeli Vir
Bijeli Vir je naselje u sastavu općine Zažablje u Dubrovačko-neretvanskoj županiji.

## Zemljopisni položaj
Naselje se nalazi u dolini Neretve uz lokalnu prometnicu Metković - Neum.
Uz Bijeli Vir teče rijeka Mislina.

## Stanovništvo
Prema popisu stanovništva iz 2001. godine u Bijelom Viru obitavalo je 327 stanovnika, a prema popisu iz 2011. 292 stanovnika.
| broj stanovnika |       |       | 136   | 165   | 172   | 237   |       |       | 318   | 431   | 433   | 447   | 414   | 385   | 327   | 292   | 211   |
|                 | 1857. | 1869. | 1880. | 1890. | 1900. | 1910. | 1921. | 1931. | 1948. | 1953. | 1961. | 1971. | 1981. | 1991. | 2001. | 2011. | 2021. |

## Gospodarstvo
Gospodarstvo naselja se zasniva na poljodjelstvu.

## Sakralni objekti

### Župna crkva Gospe Lurdske
Crke sagrađena za vrijeme župnika don Ante Šipića 1975. godine kada ju je posvetio nadbiskup Frane Franić. Moderna betonska građevina djelo je arhitektice Eugenije Hamzić iz Rima, a dimenzija je 16×8,80 metara. Naknadno je podignut dvokatni betonski zvonik, koji je za vrijeme župnika Luetića dobio današnji izgled i piramidalni završetak. Izgrađena je na mjestu srušene kapele, također posvećene Gospi Lurdskoj. Pored crkve je 1986. napravljena špilja Gospe Lurdske s Gospinim kipom, djelom akademskog kipara Dušana Stanojevića iz 1969.

### Kapela Srca Isusova
Kapela na novom groblju podignuta je 1983. Betonska građevina s malom četvrtastom apsidom duga je 9 a široka 5,90 metara. Preslica i kameni okviri oko vrata i prozora potječu od srušene kapele Gospe Lurdske u Bijelom Viru, kod današnje župne crkve. U crkvi je kip Srca Isusova, nabavljen 1971. godine.

## Znamenitosti
- Spomenik Ivanu Veraji kojeg su 5. svibnja 1935. ubili žandari. Organizatori spomenika podignutog 6. svibnja 1937. bili su istaknuti članovi HSS-a: dr. Niko Bjelovučić, Ivan Jovanović, Ilija Gabrić, Cvijeto Pavlović i drugi.[8]